# Carl Ihenacho
Carl Isioma Ihenacho (Carson, 28 maggio 1988) è un ex giocatore di football americano statunitense Al college giocò a football a San Jose State University.

## Carriera

### San Diego Chargers
Uscì dal college ma non venne scelto al draft NFL. Il 24 gennaio 2011 firmò come free agent con i San Diego Chargers. Il 3 settembre venne svincolato.

### Oakland Raiders
Il 7 dicembre 2011 firmò con la squadra di allenamento degli Oakland Raiders. Il 3 gennaio 2012 rifirmò come free agent. Il 10 settembre debuttò nella NFL contro la sua ex squadra, iSan Diego Chargers. Il 25 dello stesso mese, dopo aver giocato 3 partite totalizzando un solo tackle, venne svincolato. Due giorni dopo firmò con la squadra di allenamento. Il 1º ottobre venne definitivamente svincolato.

## Vittorie e premi
Nessuno

## Statistiche
| Partite totali             | 3 |
| Partite totali da titolare | 0 |
| Tackle totali              | 1 |
| Intercetti fatti           | 0 |
| Fumble forzati             | 0 |